# Улица Щербакова (Екатеринбург)
Улица Щербако́ва (в 1930-х—1940-х годах — улица Ле́нина) — одна из улиц Екатеринбурга. Проходит от улицы Белинского до Половодного переулка в жилом районе «Уктус» и вдоль территории Уктусского лесопарка (Чкаловский административный район города). В створе улицы перекинут мост через реку Патрушиху. Улица направлена с севера на юг, общая протяженность улицы — 5,0 км. Своё современное название улица получила в честь советского партийного деятеля Александра Сергеевича Щербакова.

## Достопримечательности
К объектам культурного наследия относятся следующие памятники архитектуры улицы:
- Преображенская церковь XVIII века([1] (ул. Походная, д. 2).
- Земская школа постройки 1914 года по адресу Щербакова, 67[1].
- Уктусский мост[1].

К другим достопримечательностям улицы относятся:
- Аквапарк «Лимпопо» — д. № 2;
- Торговый центр Глобус — д. № 4;
- Екатеринбургское высшее командное артиллерийское училище — д. № 145б.

## Транспорт
До конца 2000-х годов северная часть улицы (от начала до улицы Лыжников) имела двухполосное движение (по две полосы в обе стороны движения). По улице осуществляют движение автобусы, троллейбусы и маршрутные такси различных маршрутов.

### Реконструкция
В апреле 2009 года началось расширение улицы Щербакова от ул. Самолётной до ул. Лыжников. Из-за возникших технических сложностей, реконструкция улицы продолжалась больше года. После завершения реконструкции в мае 2010 года актуальность проблемы пробок на этой улице значительной снизилась. К концу октября 2011 года был расширен участок улицы Щербакова от ул. Лыжников до моста через реку Патрушиху. Дальнейшей реконструкции улицы помешал каменный мост(памятник архитектуры) через Патрушиху.

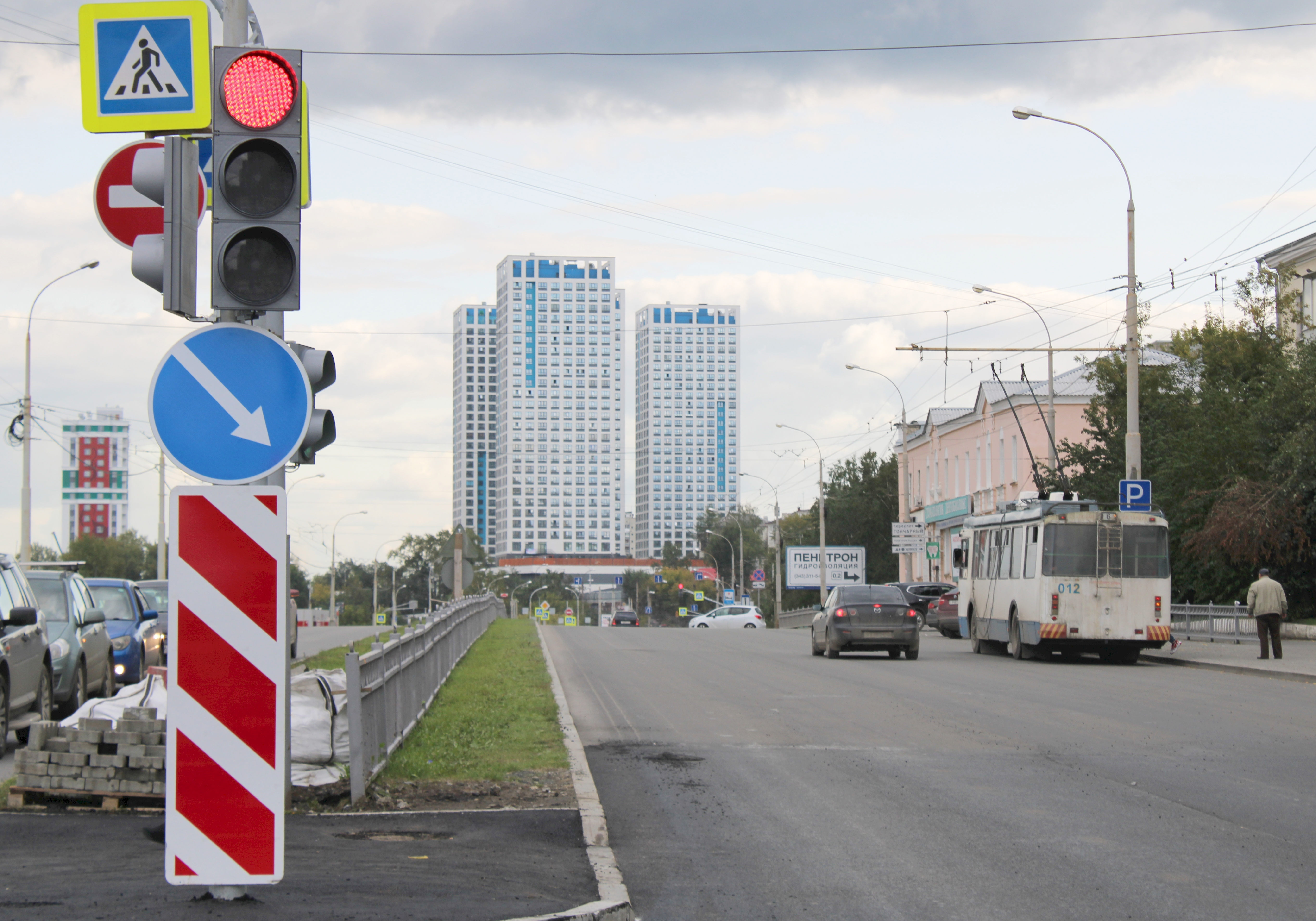
Вид от переулка Широкий в сторону Химмаша, слева вдали жилой комплекс «Сказы Бажова» (Щербакова, 74)
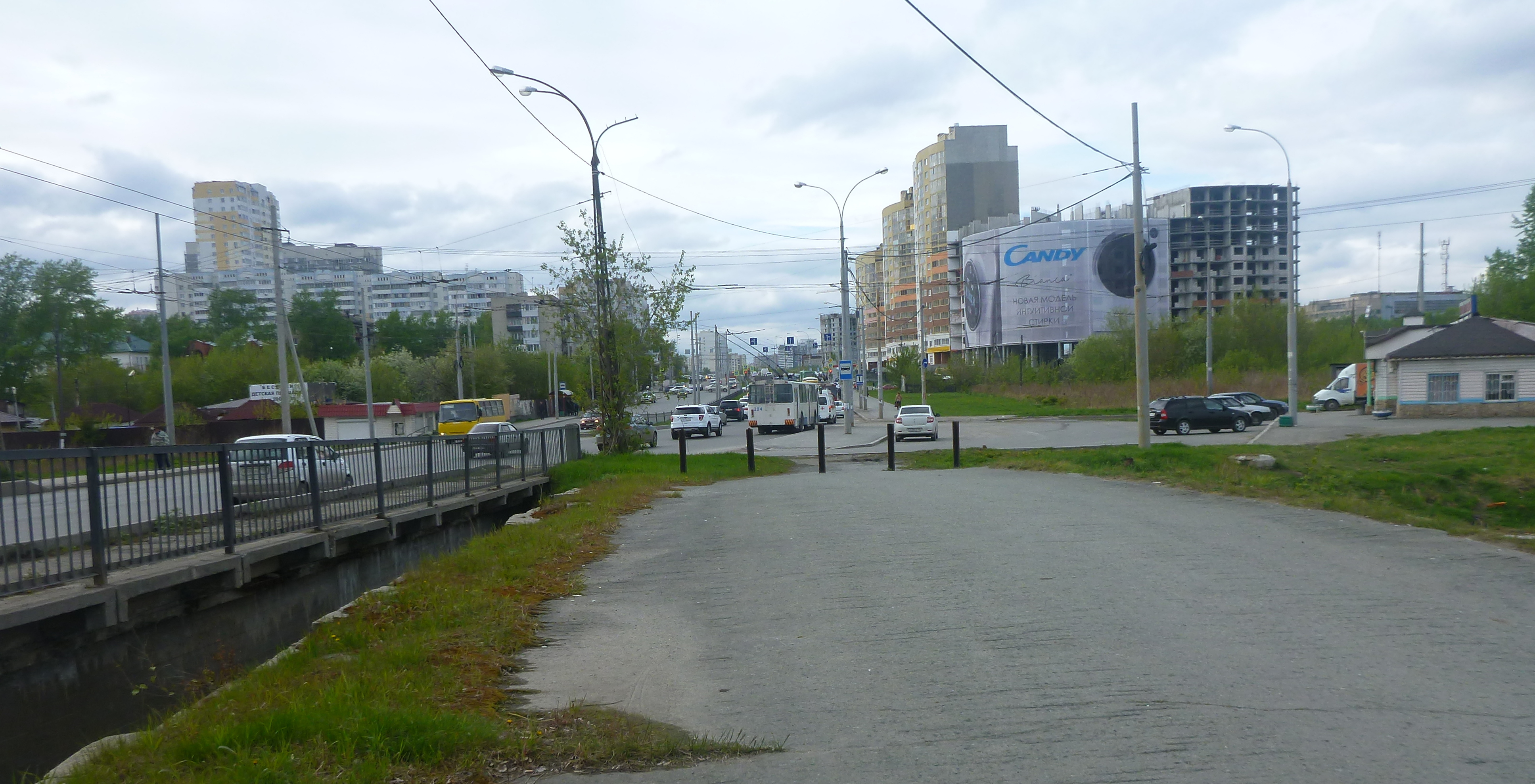
Улица Щербакова от Уктусского моста в сторону центра города
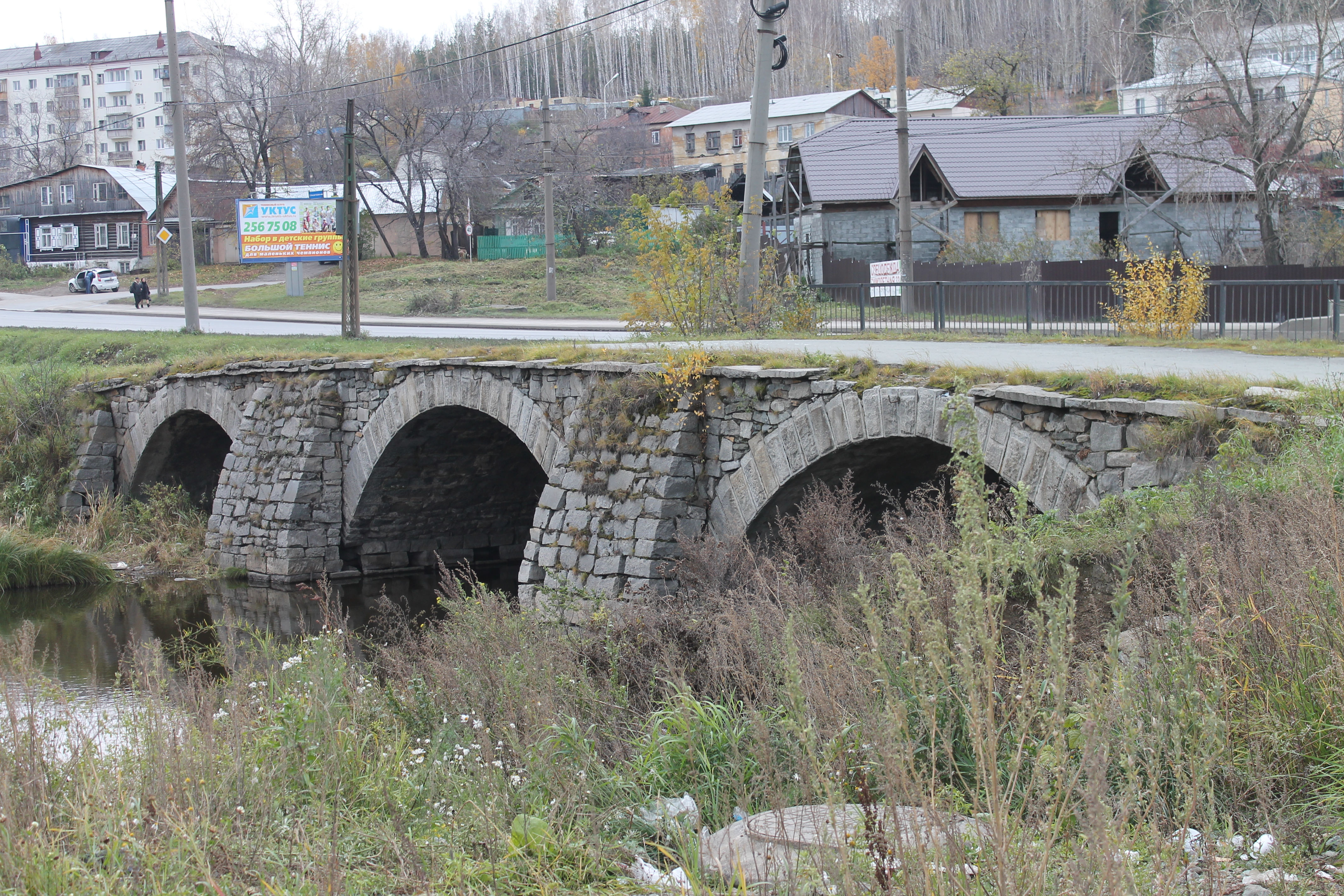
Уктусский мост
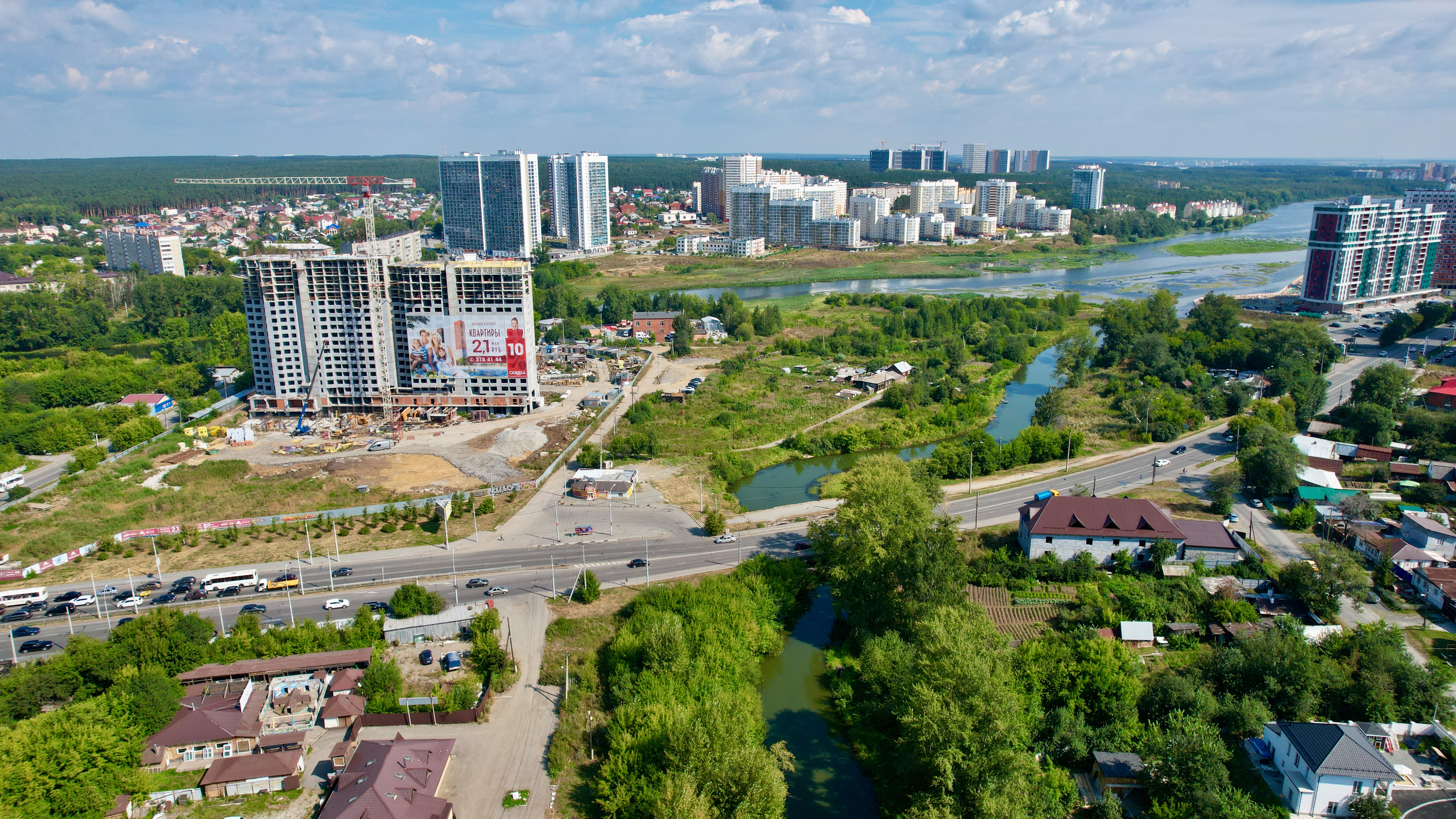
Новый мост через Патрушиху
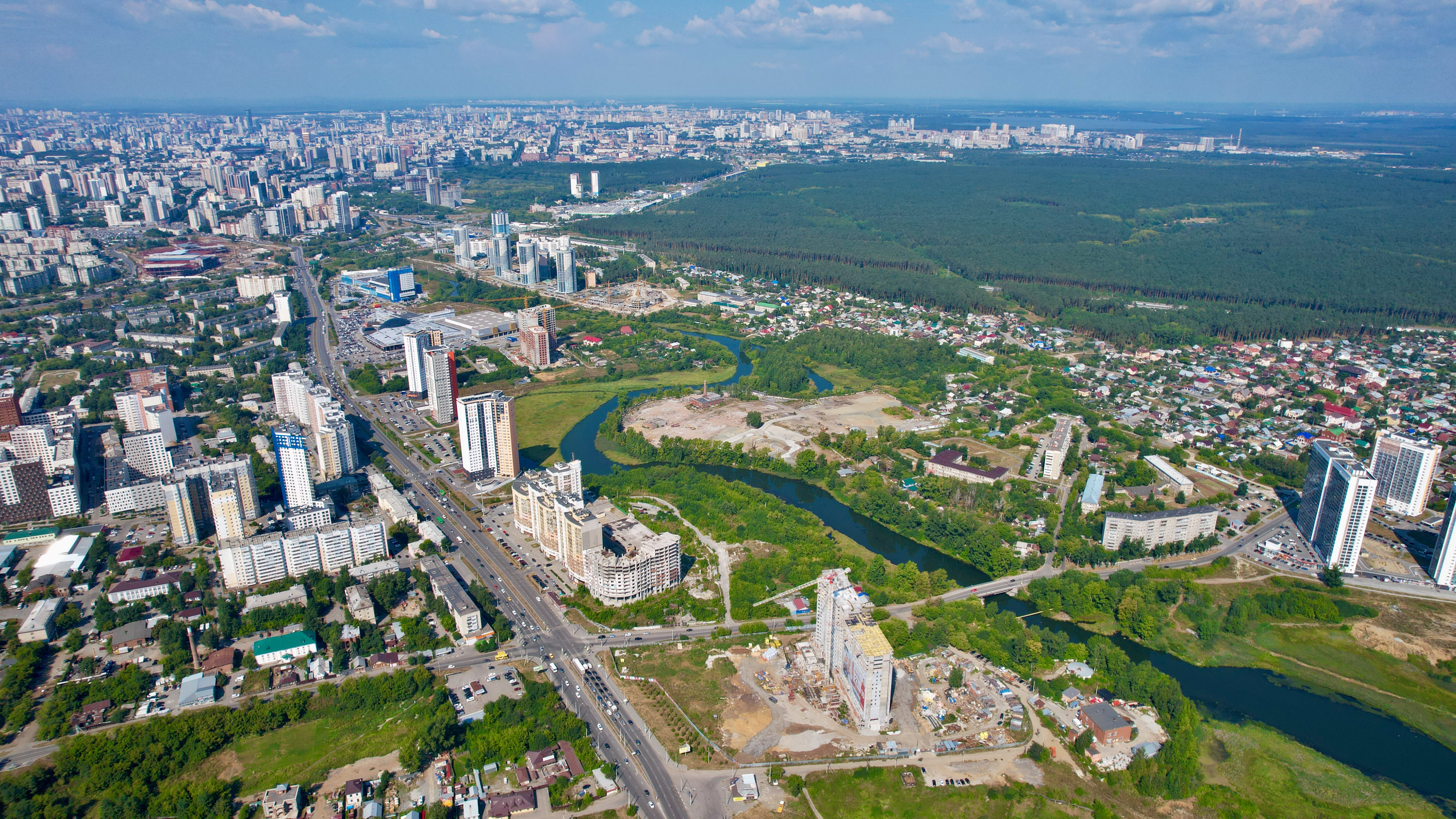
Вид с высоты, справа река Исеть